# Niclas Schlüter
Niclas Schlüter, död 1743, var en svensk organist och oboist.

## Biografi
Niclas Schlüter föddes 1707. Han spelade orgel och oboe. Schlüter medverkade vid rikshögtidligheterna 1751. Han blev 1730 hovkapellist och arbetade från 1740 som organist i Riddarholmens församling.